# Robert Hammond
Robert Hammond (6 maggio 1981) è un hockeista su prato australiano.
Ha vinto una medaglia d'oro olimpica nell'hockey su prato alle Olimpiadi 2004 di Atene e una medaglia di bronzo alle Olimpiadi 2008 svoltesi a Pechino.
Inoltre con la sua nazionale ha vinto la medaglia d'oro al campionato mondiale di hockey su prato tenutosi a L'Aia nel 2014.
Ha vinto con la nazionale i XVIII Giochi del Commonwealth. Per quanto riguarda il Champions Trophy ha vinto una medaglia d'oro (2010) e una di argento (2007).